# Форт VII (Познань)

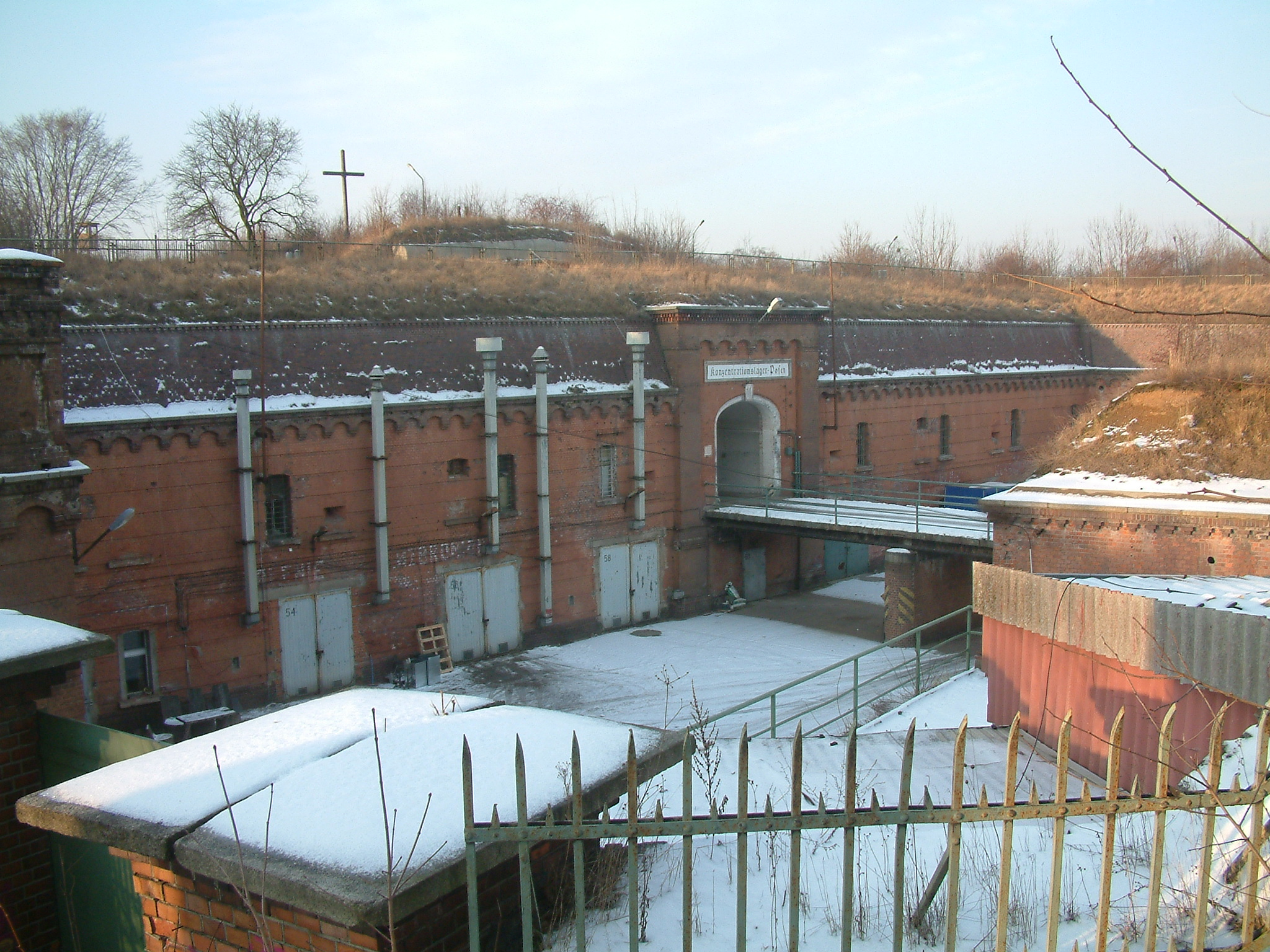
Внутри лагеря

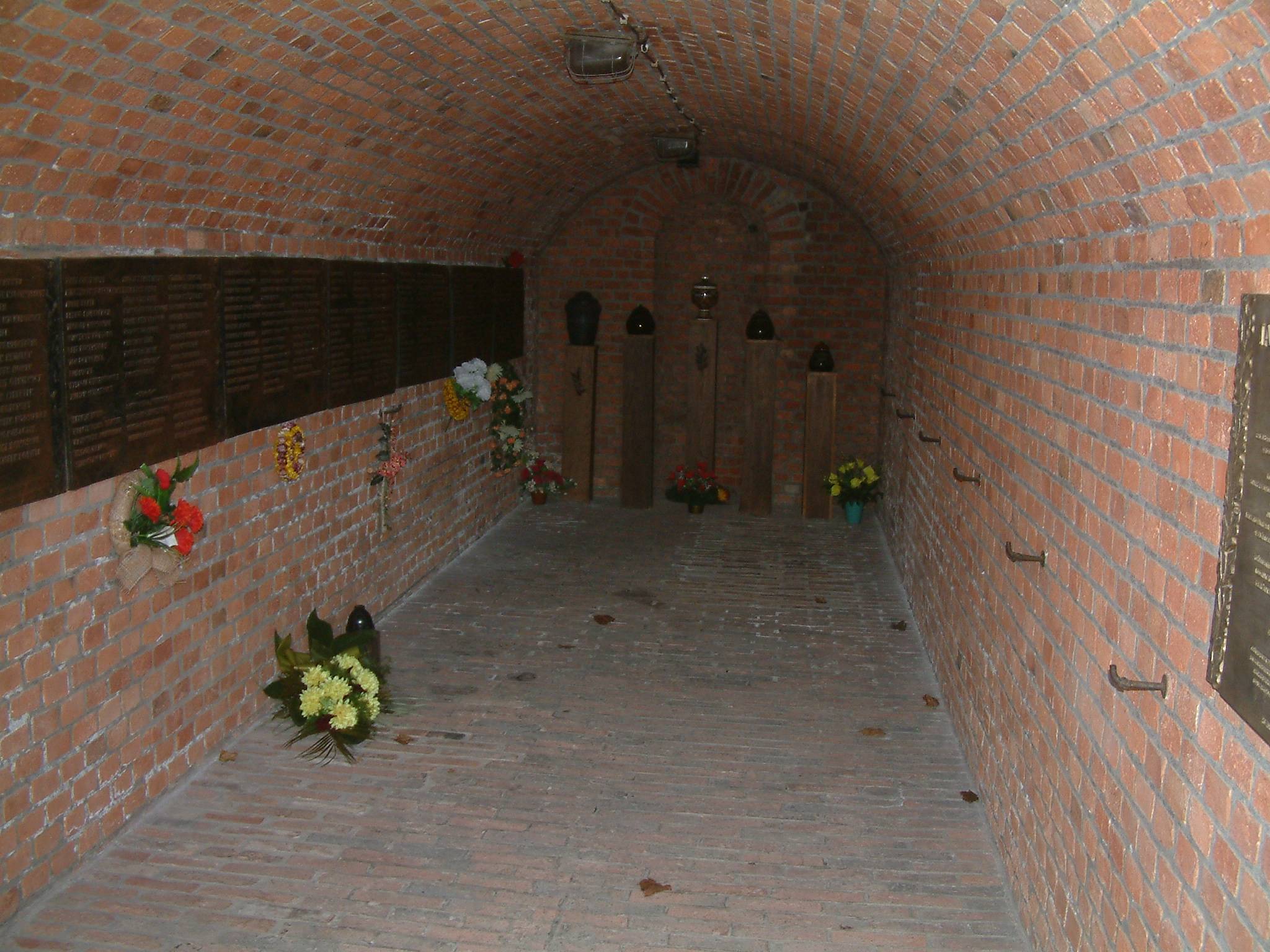
Газовая камера

Форт VII (нем. Fort VII KL, Konzentrationslager Posen) — нацистский концентрационный лагерь, находившийся на территории одного из 18 фортов Познанской крепости. Концентрационный лагерь действовал с октября 1939 года до весны 1944 года. Считается первым концентрационным лагерем, созданным нацистами на территории Польши после её оккупации в сентябре 1939 года. В настоящее время часть Форта VII является музеем и открыта для публичного посещения.

## История
Форт VII (полное название — Форт VII Коломб) был построен между 1876—1880 гг. вместе с другими 11 фортами во время первого этапа сооружения Познанской крепости.
После оккупации Польши с 10 октября до середины ноября 1939 года на территории Форта VII находился концентрационный лагерь (Konzentrationslager Fort VII Posen), созданный по приказу гауляйтера и рейхсштатгальтера Вартеланда Артура Грейзера. Заключёнными были в основном жители Великой Польши. Первым комендантом лагеря был Герберт Ланге.
В первое время заключённых убивали в первую неделю их пребывания в лагере. В октябре 1939 года в лагере стали впервые с начала II Мировой войны использоваться экспериментальные газовые камеры для умерщвления заключённых. Первыми убитыми в газовой камере, которая располагалась в бункере № 17, были 400 пациентов и медицинский персонал познанской психиатрической больницы.
В середине ноября 1939 года Форт VII был передан Гестапо и лагерь был переоборудован в тюрьму и пересылочный лагерь (нем. Geheime Staatspolizei Staatspolizeileitstelle Posen). В это время в Форте VII содержались постоянно от 2000 до 2500 человек, которых охраняли около 400 военнослужащих СС. В лагере было 27 мужских и 3 женских камер.
По одним данным с 1939 по 1945 гг. через лагерь прошло около 18 тысяч человек, из которых около 4500 человек было убито. По другим оценкам число заключённых в Форте VII составляло около 45 тысяч человек, из которых были убиты разными способами до 20 тысяч человек.
Кроме польских граждан в Форте VII содержались немногочисленные граждане Великобритании, Франции, Советского Союза и Югославии.
Известен один случай побега из Форта VII. Заключённый Марианн Шлегель смог воспользоваться случаем, когда лагерь недостаточно охранялся и совершить побег.
С марта 1943 года начался постепенный процесс ликвидации лагеря, потому что немецкие оккупационные власти запланировали основать здесь промышленное производство. Заключённые с этого времени работали на строительстве нового лагеря Жабиково к югу от Познани. Новый лагерь стал действовать с 25 апреля 1944 года. С весны 1944 года в Форте VII стал действовать промышленное производство фирмы Telefunken, на котором выпускалась радиоаппаратура для немецких подводных лодок.
Документация лагеря была потеряна в 1945 году во время взятия Познани советскими войсками.
После II Мировой войны Форт VII использовался польской армией.

## Условия содержания
Форт VII характеризовался высокой степенью охраны заключённых (4 охранника на 59 заключённых). Заключённые находились в тесных камерах в холодных и влажных условиях. В камере размером 5 на 20 метров иногда содержалось до 200—300 человек. В женские камеры, которые находились ниже уровня земли, иногда проникала сточная вода, доходившая до уровня колен. До середины 1942 года заключённые спали на полу, на котором находилась солома. Заключённые были лишены возможности совершать гигиенические надобности, поэтому среди заключённых были распространён тиф, из-за которого погибали до 80 % заключённых.

## Известные заключённые и жертвы Форта VII
- Иосиф Заплата — блаженный Римско-Католической церкви;
- Станислав Павловский — польский учёный-географ.

## Память
- 13 августа 1979 года на территории Форта VII был открыт музей, который называется «Музей мучеников Великой Польши Форт VII» (пол. Muzeum Martyrologii Wielkopolan Fort VII);
- В окрестностях озера Русалка находится четыре памятника, посвящённых жертвам Форта VII:
  - Мавзолей жертвам Форта VII;
  - Памятник жертвам Форта VII на восточном берегу;
  - Памятник жертвам Форта VII на южном берегу;
  - Памятник жертвам Форта VII на северном берегу.

## Источник
- Jacek Biesiadka, Andrzej Gawlak, Szymon Kucharski, Mariusz Wojciechowski: Twierdza Poznań. O fortyfikacjach miasta Poznania w XIX i XX wieku, Wydawnictwo Rawelin, Poznań 2006, ISBN 83-915340-2-2